# Parafia Narodzenia Najświętszej Maryi Panny we Włodawie
Parafia Narodzenia Przenajświętszej Bogurodzicy – parafia prawosławna we Włodawie, w dekanacie Chełm diecezji lubelsko-chełmskiej, siedziba dziekana.
Na terenie parafii funkcjonują 2 cerkwie i 1 kaplica:
- cerkiew Narodzenia Najświętszej Maryi Panny we Włodawie – parafialna
- cerkiew Zaśnięcia Najświętszej Maryi Panny w Uhrusku – filialna
- kaplica Przemienienia Pańskiego w Andrzejowie – cmentarna[a]

Parafia opiekuje się ponadto cmentarzami prawosławnymi w Sobiborze, Wyrykach-Adampolu, Wyrykach-Woli oraz nieczynną nekropolią w Suchawie.

## Historia
Parafia ok. r. 2003(?) liczyła 143 wiernych w 56 domach.

## Wykaz proboszczów
- 1952–1961 – ks. Mikołaj Dejneko
- 1961–1962 – vacat
- 1962–1963 – ks. Piotr Weremczuk
- 1963–1980 – ihumen Mitrofan (Budźko)
- 1980–1992 – ks. Wiktor Szajkowski
- 1992 – ks. Włodzimierz Chodak
- 1992–2005 – ks. Mikołaj Chodakowski
- od 2005 – ks. Jerzy Ignaciuk

## Galeria

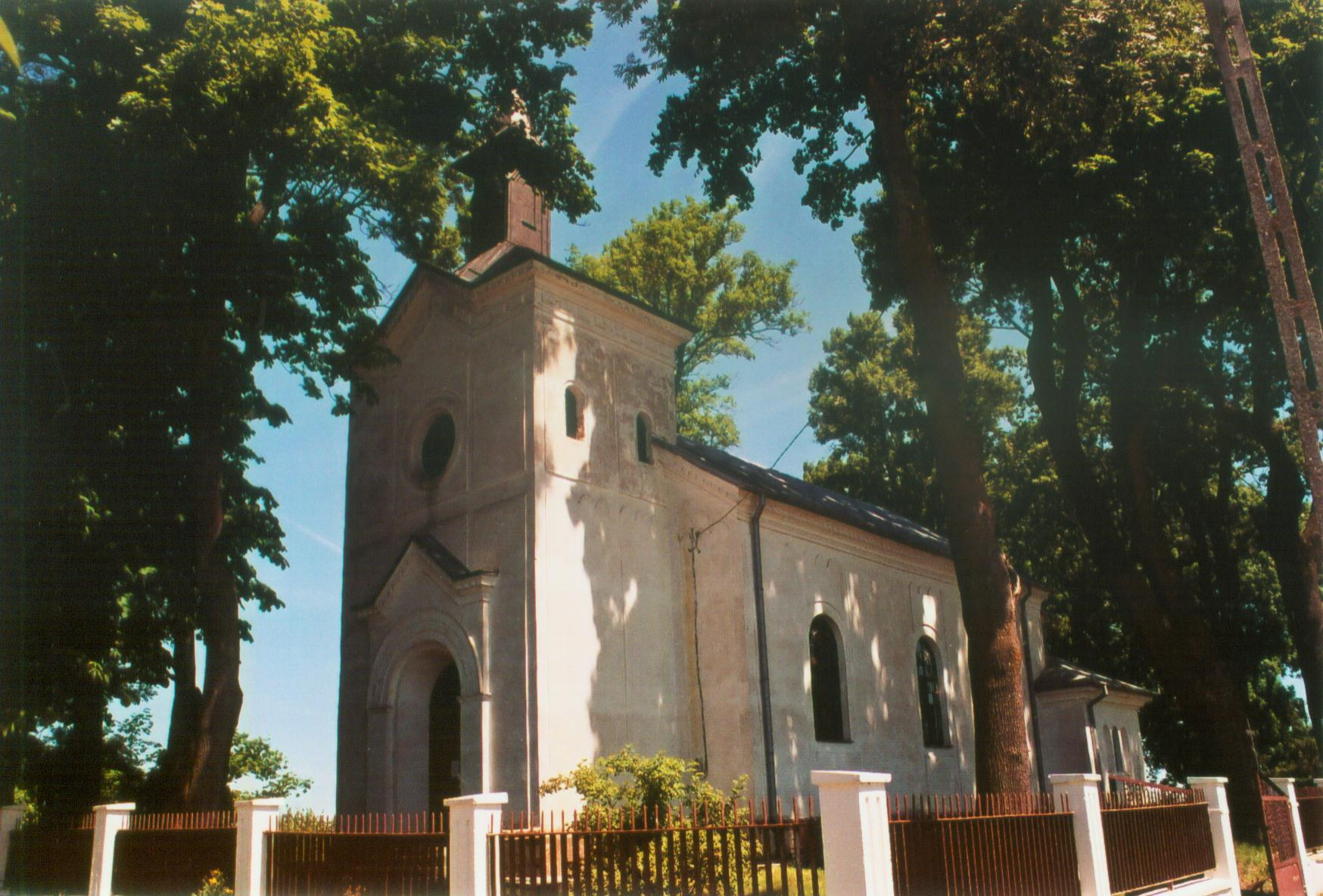
Cerkiew filialna Zaśnięcia Przenajświętszej Bogurodzicy w Uhrusku
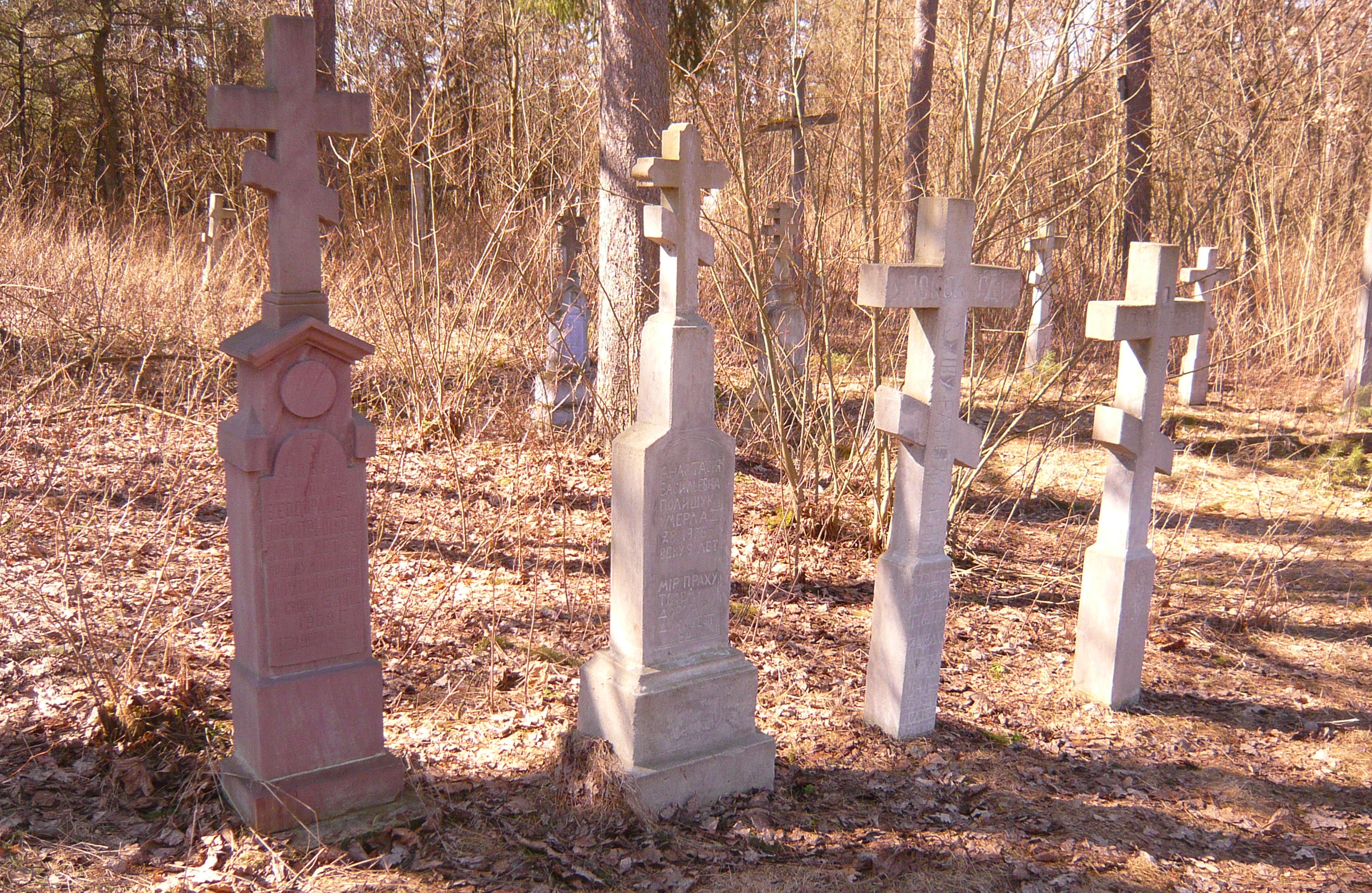
Cmentarz prawosławny w Sobiborze
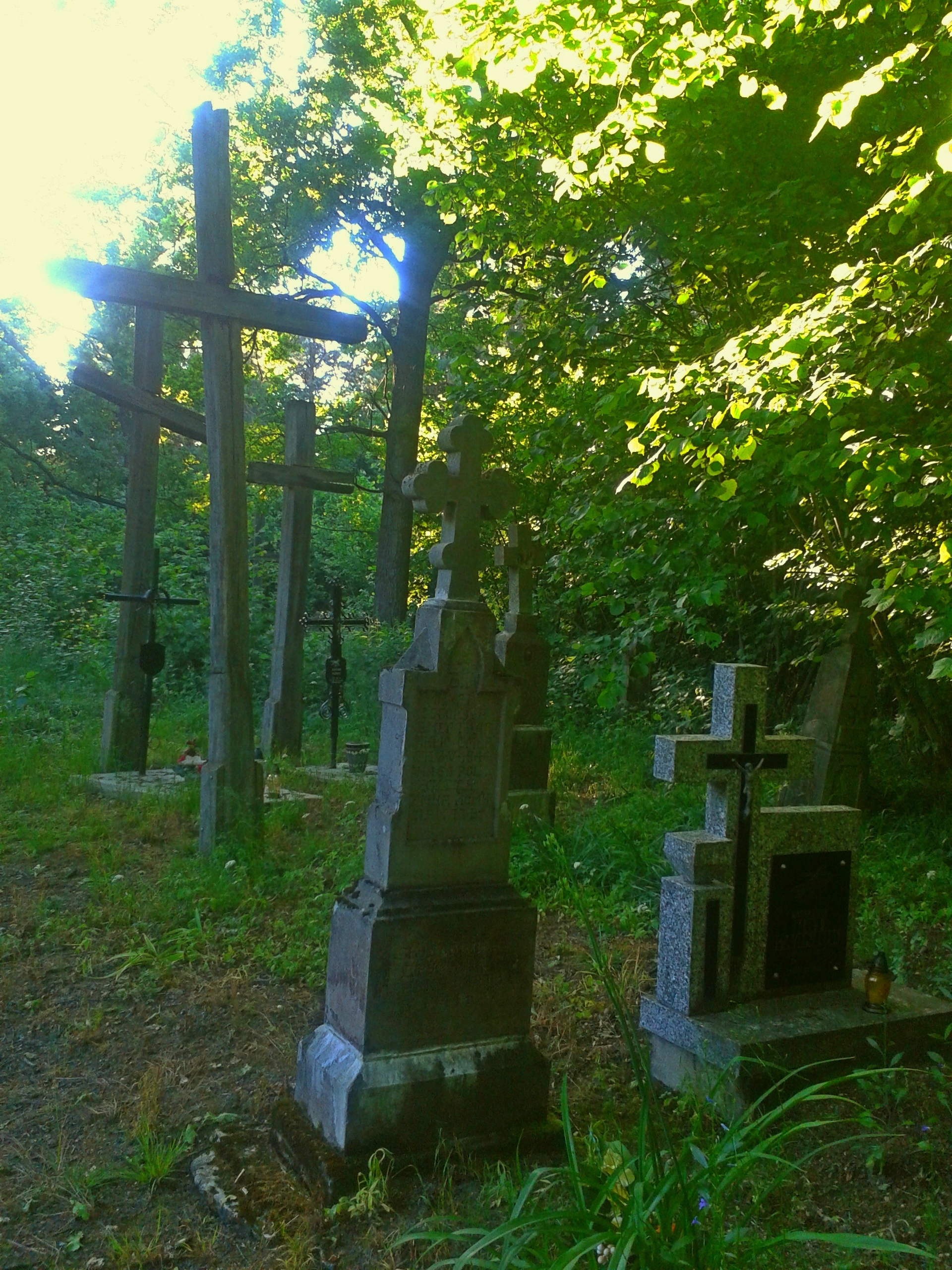
Cmentarz prawosławny w Wyrykach-Adampolu
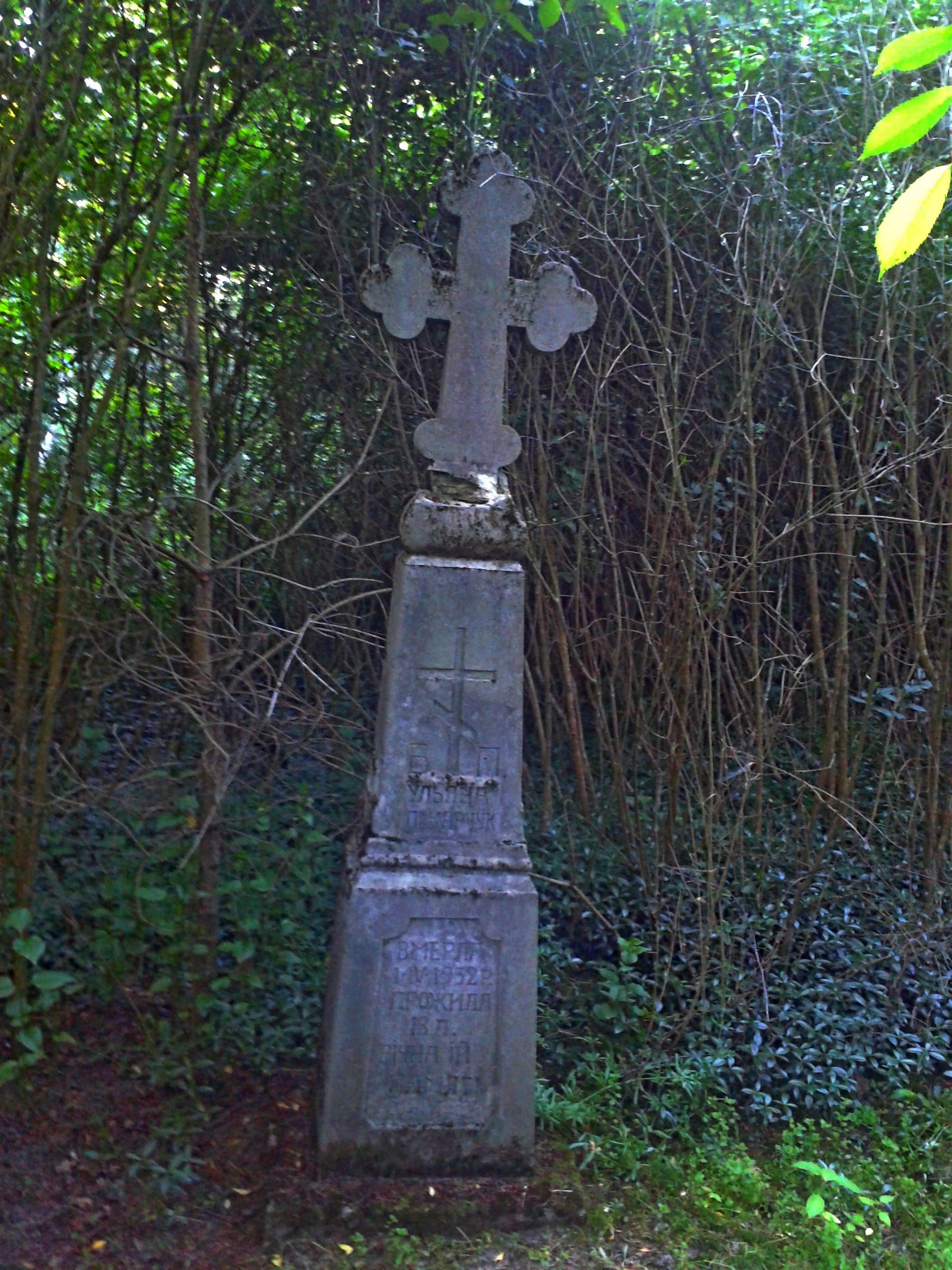
Cmentarz prawosławny w Wyrykach-Woli